# Valdestillas
Valdestillas ist ein nordspanischer Ort und eine Gemeinde (municipio) mit 1.612 Einwohnern (Stand: 2024) in der Provinz Valladolid in der autonomen Region Kastilien-León.

## Geografie
Valdestillas liegt im Süden der Provinz Valladolid etwa 18 Kilometer südsüdwestlich vom Stadtzentrum von Valladolid in einer Höhe von ca. 700 m. 

## Bevölkerungsentwicklung
| 1002 | 1328 | 1351 | 1326 | 1431 | 1583 | 1780 | 1607 |

## Sehenswürdigkeiten
- Marienkirche
- Rathaus